# Ribnovsk
Ribnovsk (en rus: Рыбновск) és un poble de l'óblast de Sakhalín, a Rússia, el 2013 tenia 87 habitants.